# Chaupi Orco
El Nevado Chaupi Orco (quechua: Chawpi Urqu, "cerro central") es una gran montaña de 6.044 m que se encuentra en los límites de la frontera de Perú y Bolivia, en la cordillera de Apolobamba, la cual es compartida por las dos naciones; a Perú le corresponde el 25% y a Bolivia el 75% restantes.[cita requerida] El Chaupi Orco es más frecuentado y escalado por territorio boliviano, al ser más accesible.[cita requerida]
La primera exploración al Chaupi Orco data del año 1932 por un equipo alemán, que logró escarlarlo en el año 1957, también en este año la expedición italiana compuesta por C. Frigieri, R. Merendi, C. Zomboni, G. Sterna, A. Oggioni, etc. logran la primera ascensión integral del Chaupi Orco.